# 博克斯塔特
博克斯塔特是德国图林根州的一个市镇。总面积5.80平方公里，总人口287人，其中男性154人，女性133人（2011年12月31日），人口密度49人/平方公里。